# Olympische Sommerspiele 2012/Teilnehmer (Nigeria)
| Gelbes Symbol für Goldmedaillen mit stilisierten Olympischen Ringen | Graues Symbol für Silbermedaillen mit stilisierten Olympischen Ringen | Braundes Symbol für Bronzemedaillen mit stilisierten Olympischen Ringen |
| ------------------------------------------------------------------- | --------------------------------------------------------------------- | ----------------------------------------------------------------------- |
| —                                                                   | —                                                                     | —                                                                       |

Nigeria nahm in London an den Olympischen Spielen 2012 teil. Es war die insgesamt 15. Teilnahme an Olympischen Sommerspielen. Für Nigeria starteten 53 Athleten in 8 Sportarten.
Fahnenträger bei der Eröffnungsfeier war der Ringer Sinivie Boltic.

## Teilnehmer nach Sportarten

### Basketball
| Wettbewerb    | Männer |
| ------------- | --- |
| Athleten      | Tony Skinn Ekene Ibekwe Ike Diogu Al-Farouq Aminu Ade Dagunduro Chamberlain Oguchi Koko Archibong Richard Oruche Ejike Ugboaja Derrick Obasohan Alade Aminu Olumide Oyedeji |
| Trainer       | Ayo Bakare |
| Gruppenphase  | Tunesien (60:56) Litauen (53:72) USA (73:156) Argentinien (79:93) Frankreich (73:79)                                                                                        |
| Viertelfinale | ausgeschieden |
| Halbfinale    | ausgeschieden |
| Finale        | ausgeschieden |
| Platzierung   | – |

### Boxen
| Athleten                | Wettbewerb                  | 1. Runde      | 1. Runde | Achtelfinale  | Achtelfinale  | Viertelfinale | Viertelfinale | Halbfinale    | Halbfinale    | Finale        | Finale        | Rang |
| Athleten                | Wettbewerb                  | Gegner        | Ergebnis | Gegner        | Ergebnis      | Gegner        | Ergebnis      | Gegner        | Ergebnis      | Gegner        | Ergebnis      | Rang |
| ----------------------- | --------------------------- | ------------- | -------- | ------------- | ------------- | ------------- | ------------- | ------------- | ------------- | ------------- | ------------- | ---- |
| Frauen                  |                             |               |          |               |               |               |               |               |               |               |               |      |
| Edith Ogoke             | Mittelgewicht bis 75 kg     | Y. Vistropova | 14:12    | –             | –             | N. Torlopowa  | 8:18          | ausgeschieden | ausgeschieden | ausgeschieden | ausgeschieden | 5    |
| Männer                  |                             |               |          |               |               |               |               |               |               |               |               |      |
| Muideen Olalekan Akanji | Mittelgewicht bis 75 kg     | D. O’Neill    | 6:15     | ausgeschieden | ausgeschieden | ausgeschieden | ausgeschieden | ausgeschieden | ausgeschieden | ausgeschieden | ausgeschieden | 17   |
| Lukmon Olaiwola Lawal   | Halbschwergewicht bis 81 kg | I. Almatbouli | 7:19     | ausgeschieden | ausgeschieden | ausgeschieden | ausgeschieden | ausgeschieden | ausgeschieden | ausgeschieden | ausgeschieden | 17   |

### Gewichtheben
| Athleten     | Wettbewerb        | Reißen  | Reißen | Stoßen  | Stoßen | Zweikampf | Zweikampf | Rang |
| Athleten     | Wettbewerb        | Gewicht | Rang   | Gewicht | Rang   | Gewicht   | Rang      | Rang |
| ------------ | ----------------- | ------- | ------ | ------- | ------ | --------- | --------- | ---- |
| Frauen       |                   |         |        |         |        |           |           |      |
| Mariam Usman | Klasse über 75 kg | 129 kg  | 4      | –       | –      | –         | –         | DNF  |
| Männer       |                   |         |        |         |        |           |           |      |
| Felix Ekpo   | Klasse bis 77 kg  | 151 kg  | 7      | 180 kg  | 8      | 331 kg    | 8         | 8    |

### Kanu

#### Kanuslalom
| Athleten           | Wettbewerb | Vorlauf  | Vorlauf | Halbfinale    | Halbfinale    | Finale        | Finale        | Rang |
| Athleten           | Wettbewerb | Zeit     | Rang    | Zeit          | Rang          | Zeit          | Rang          | Rang |
| ------------------ | ---------- | -------- | ------- | ------------- | ------------- | ------------- | ------------- | ---- |
| Männer             |            |          |         |               |               |               |               |      |
| Johnathan Akinyemi | K-1        | 104,70 s | 21      | ausgeschieden | ausgeschieden | ausgeschieden | ausgeschieden | 21   |

### Leichtathletik
Laufen und Gehen
| Athleten                                                                         | Wettbewerb        | Vorlauf     | Vorlauf | Halbfinale      | Halbfinale      | Finale           | Finale           | Rang |
| Athleten                                                                         | Wettbewerb        | Zeit        | Rang    | Zeit            | Rang            | Zeit             | Rang             | Rang |
| -------------------------------------------------------------------------------- | ----------------- | ----------- | ------- | --------------- | --------------- | ---------------- | ---------------- | ---- |
| Frauen                                                                           |                   |             |         |                 |                 |                  |                  |      |
| Gloria Asumnu                                                                    | 100 m             | 11,13 s     | 3       | 11,21 s         | 5               | –                | –                | 13   |
| Blessing Okagbare                                                                | 100 m             | 10,93 s     | 1       | 10,92 s         | 1               | 11,01 s          | 8                | 8    |
| Oludamola Osayomi                                                                | 100 m             | 11,36 s     | 4       | –               | –               | –                | –                | 29   |
| Christy Udoh                                                                     | 200 m             | 23,19 s     | 5       | –               | –               | –                | –                | 25   |
| Gloria Asumnu                                                                    | 200 m             | 23,43 s     | 6       | –               | –               | –                | –                | 35   |
| Regina George                                                                    | 400 m             | 51,24 s     | 1       | 51,35 s         | 5               | –                | –                | 11   |
| Omolara Omotosho                                                                 | 400 m             | 52,11 s     | 4       | 51,41 s         | 4               | –                | –                | 13   |
| Seun Adigun                                                                      | 100 m Hürden      | 13,56 s     | 4       | –               | –               | –                | –                | 33   |
| Muizat Ajoke Odumosu                                                             | 400 m Hürden      | 54,93 s     | 3       | 54,40 s         | 1               | 55,31 s          | 8                | 8    |
| Esther Obiekwe                                                                   | Marathon          | –           | –       | –               | –               | nicht angetreten | nicht angetreten | –    |
| Gloria Asumnu Endurance Abinuwa Blessing Okagbare Oludamola Osayomi Christy Udoh | 4 × 100-m-Staffel | 42,74 s     | 8       | –               | –               | 42,64 s          | 4                | 4    |
| Bukola Abogunloko Muizat Ajoke Odumosu Regina George Omolara Omotosho Idara Otu  | 4 × 400-m-Staffel | 3:26,29 min | 8       | –               | –               | disqualifiziert  | disqualifiziert  | –    |
| Männer                                                                           |                   |             |         |                 |                 |                  |                  |      |
| Ogho-Oghene Egwero                                                               | 100 m             | 10,38 s     | 6       | –               | –               | –                | –                | 40   |
| Peter Emelieze                                                                   | 100 m             | 10,22 s     | 5       | –               | –               | –                | –                | 22   |
| Obinna Joseph Metu                                                               | 100 m             | 10,35 s     | 5       | –               | –               | –                | –                | 38   |
| Noah Akwu                                                                        | 200 m             | 20,67 s     | 5       | –               | –               | –                | –                |      |
| Selim Nurudeen                                                                   | 110 m Hürden      | 13,51 s     | 2       | 13,55 s         | 5               | –                | –                | 18   |
| Cristian Morton                                                                  | 400 m Hürden      | 49,34 s     | 3       | disqualifiziert | disqualifiziert | disqualifiziert  | disqualifiziert  | –    |

Springen und Werfen
| Athleten           | Wettbewerb  | Qualifikation    | Qualifikation    | Finale           | Finale           | Rang |
| Athleten           | Wettbewerb  | Weite/Höhe       | Rang             | Weite/Höhe       | Rang             | Rang |
| ------------------ | ----------- | ---------------- | ---------------- | ---------------- | ---------------- | ---- |
| Frauen             |             |                  |                  |                  |                  |      |
| Doreen Amata       | Hochsprung  | 1,90 m           | 8                | –                | –                | 17   |
| Blessing Okagbare  | Weitsprung  | 6,34 m           | 9                | –                | –                | 17   |
| Vivian Chukwuemeka | Kugelstoßen | nicht angetreten | nicht angetreten | nicht angetreten | nicht angetreten | –    |
| Männer             |             |                  |                  |                  |                  |      |
| Stanley Gbagbeke   | Weitsprung  | 7,59 m           | 13               | –                | –                | 27   |
| Tosin Oke          | Dreisprung  | 16,83 m          | 5                | 16,95 m          | 7                | 7    |

Mehrkampf
| Athletinnen        | 100 m Hürden | 100 m Hürden | Hochsprung | Hochsprung | Kugelstoßen | Kugelstoßen | 200 m   | 200 m  | Weitsprung | Weitsprung | Speerwerfen      | Speerwerfen | 800 m            | 800 m  | Punkte | Rang |
| Athletinnen        | Zeit         | Punkte       | Höhe       | Punkte     | Weite       | Punkte      | Zeit    | Punkte | Weite      | Punkte     | Weite            | Punkte      | Zeit             | Punkte | Punkte | Rang |
| ------------------ | ------------ | ------------ | ---------- | ---------- | ----------- | ----------- | ------- | ------ | ---------- | ---------- | ---------------- | ----------- | ---------------- | ------ | ------ | ---- |
| Siebenkampf Frauen |              |              |            |            |             |             |         |        |            |            |                  |             |                  |        |        |      |
| Uhunoma Osazuwa    | 13,46 s      | 1056         | 1,77 m     | 941        | 12,77 m     | 712         | 24,62 s | 922    | 5,74 m     | 771        | nicht angetreten | –           | nicht angetreten | –      |        | –    |

### Ringen
| Athleten           | Wettbewerb       | 1. Runde | 1. Runde | Achtelfinale  | Achtelfinale | Viertelfinale | Viertelfinale | Halbfinale    | Halbfinale    | Hoffnungsrunde Viertelfinale | Hoffnungsrunde Viertelfinale | Hoffnungsrunde Halbfinale | Hoffnungsrunde Halbfinale | Hoffnungsrunde Finale | Hoffnungsrunde Finale | Finale        | Finale        | Rang |
| Athleten           | Wettbewerb       | Gegner   | Ergebnis | Gegner        | Ergebnis     | Gegner        | Ergebnis      | Gegner        | Ergebnis      | Gegner                       | Ergebnis                     | Gegner                    | Ergebnis                  | Gegner                | Ergebnis              | Gegner        | Ergebnis      | Rang |
| ------------------ | ---------------- | -------- | -------- | ------------- | ------------ | ------------- | ------------- | ------------- | ------------- | ---------------------------- | ---------------------------- | ------------------------- | ------------------------- | --------------------- | --------------------- | ------------- | ------------- | ---- |
| Freistil Frauen    |                  |          |          |               |              |               |               |               |               |                              |                              |                           |                           |                       |                       |               |               |      |
| Blessing Oborududu | Klasse bis 63 kg | Freilos  | Freilos  | Eva Michalik  | 0:3          | ausgeschieden | ausgeschieden | ausgeschieden | ausgeschieden | ausgeschieden                | ausgeschieden                | ausgeschieden             | ausgeschieden             | ausgeschieden         | ausgeschieden         | ausgeschieden | ausgeschieden | 18   |
| Amarachi Obiajunwa | Klasse bis 72 kg | Freilos  | Freilos  | Jiao Wang     | 0:5          | ausgeschieden | ausgeschieden | ausgeschieden | ausgeschieden | ausgeschieden                | ausgeschieden                | ausgeschieden             | ausgeschieden             | ausgeschieden         | ausgeschieden         | ausgeschieden | ausgeschieden | 15   |
| Freistil Männer    |                  |          |          |               |              |               |               |               |               |                              |                              |                           |                           |                       |                       |               |               |      |
| Andrew Adibo Dick  | Klasse bis 84 kg | Freilos  | Freilos  | Jaime Espinal | 1:3          | ausgeschieden | ausgeschieden | ausgeschieden | ausgeschieden | ausgeschieden                | ausgeschieden                | ausgeschieden             | ausgeschieden             | ausgeschieden         | ausgeschieden         | ausgeschieden | ausgeschieden | 18   |
| Sinivie Boltic     | Klasse bis 96 kg | Freilos  | Freilos  | Nicolai Ceban | 1:3          | ausgeschieden | ausgeschieden | ausgeschieden | ausgeschieden | ausgeschieden                | ausgeschieden                | ausgeschieden             | ausgeschieden             | ausgeschieden         | ausgeschieden         | ausgeschieden | ausgeschieden | 14   |

### Taekwondo
| Athleten           | Wettbewerb        | Achtelfinale        | Achtelfinale | Viertelfinale | Viertelfinale | Halbfinale    | Halbfinale    | Hoffnungsrunde Halbfinale | Hoffnungsrunde Halbfinale | Hoffnungsrunde Finale | Hoffnungsrunde Finale | Finale        | Finale        | Rang |
| Athleten           | Wettbewerb        | Gegner              | Ergebnis     | Gegner        | Ergebnis      | Gegner        | Ergebnis      | Gegner                    | Ergebnis                  | Gegner                | Ergebnis              | Gegner        | Ergebnis      | Rang |
| ------------------ | ----------------- | ------------------- | ------------ | ------------- | ------------- | ------------- | ------------- | ------------------------- | ------------------------- | --------------------- | --------------------- | ------------- | ------------- | ---- |
| Männer             |                   |                     |              |               |               |               |               |                           |                           |                       |                       |               |               |      |
| Isah Mohammad      | Klasse bis 68 kg  | Mohammad Abu-Libdeh | 1:13         | ausgeschieden | ausgeschieden | ausgeschieden | ausgeschieden | ausgeschieden             | ausgeschieden             | ausgeschieden         | ausgeschieden         | ausgeschieden | ausgeschieden | 11   |
| Chika Chukwumerije | Klasse über 80 kg | Robelis Despaigne   | 0:1          | ausgeschieden | ausgeschieden | ausgeschieden | ausgeschieden | ausgeschieden             | ausgeschieden             | ausgeschieden         | ausgeschieden         | ausgeschieden | ausgeschieden | 11   |

### Tischtennis
| Athleten           | Wettbewerb | 1. Runde        | 1. Runde | 2. Runde               | 2. Runde      | 3. Runde      | 3. Runde      | 4. Runde      | 4. Runde      | Viertelfinale | Viertelfinale | Halbfinale    | Halbfinale    | Finale        | Finale        | Rang |
| Athleten           | Wettbewerb | Gegner          | Ergebnis | Gegner                 | Ergebnis      | Gegner        | Ergebnis      | Gegner        | Ergebnis      | Gegner        | Ergebnis      | Gegner        | Ergebnis      | Gegner        | Ergebnis      | Rang |
| ------------------ | ---------- | --------------- | -------- | ---------------------- | ------------- | ------------- | ------------- | ------------- | ------------- | ------------- | ------------- | ------------- | ------------- | ------------- | ------------- | ---- |
| Frauen             |            |                 |          |                        |               |               |               |               |               |               |               |               |               |               |               |      |
| Olufunke Oshonaike | Einzel     | Neda Shahsavari | 4:3      | Wenling Tan Monfardini | 0:4           | ausgeschieden | ausgeschieden | ausgeschieden | ausgeschieden | ausgeschieden | ausgeschieden | ausgeschieden | ausgeschieden | ausgeschieden | ausgeschieden | 49   |
| Offiong Edem       | Einzel     | Dina Meshref    | 3:4      | ausgeschieden          | ausgeschieden | ausgeschieden | ausgeschieden | ausgeschieden | ausgeschieden | ausgeschieden | ausgeschieden | ausgeschieden | ausgeschieden | ausgeschieden | ausgeschieden | 65   |
| Männer             |            |                 |          |                        |               |               |               |               |               |               |               |               |               |               |               |      |
| Quadri Aruna       | Einzel     | Freilos         | Freilos  | Carlos Machado         | 4:2           | Bora Vang     | 2:4           | ausgeschieden | ausgeschieden | ausgeschieden | ausgeschieden | ausgeschieden | ausgeschieden | ausgeschieden | ausgeschieden | 33   |
| Segun Toriola      | Einzel     | Andre Ho        | 4:1      | Jörgen Persson         | 1:4           | ausgeschieden | ausgeschieden | ausgeschieden | ausgeschieden | ausgeschieden | ausgeschieden | ausgeschieden | ausgeschieden | ausgeschieden | ausgeschieden | 49   |